# Göran Aijmer
Göran Aijmer, född 1936, är en svensk socialantropolog.
Aijmer har från 1971 varit professor vid Göteborgs universitet. Han har främst studerat kinesisk kultur.
Göran Aijmer är främst känd för sina omfattande forskningsinsatser inom socialantropologi. Under årtiondena har han haft olika framstående positioner på ledande globala institutioner och har haft en betydande inverkan på den akademiska diskursen kring antropologi.

## Biografi

### Tidigt liv och utbildning
Göran Aijmer föddes i Stockholm 1936. Han är son till konstnären Lars Aijmer och Helena Aijmer.. Maka är Karin Aijmer
- 1960 Filosofie kandidatexamen (Comparative Ethnography, History of Religion, Sinology), Stockholms universitet.
- 1962: Filosofie Licentiat (Ethnography), Stockholm School of Higher Education Stockholms universitet
- 1964 Doktorsexamen, Stockholms universitet

### Karriär
Aijmers akademiska och professionella bana kännetecknas av affilieringar med flera av världens främsta institutioner:
- 1960 började han sin karriär som tillförordnad kurator vid Göteborgs etnografiska museum.
- 1968 blev han professor i komparativ Etnografi vid Stockholms universitet
- 1970 var han knuten till Harvard-Yenching Institute vid Harvard University
- 1971 blev han professor i socialantropologi vid Göteborgs universitet.
- Aijmer var visiting fellow vid All Souls College, Oxford, 1975, och under samma år föreläste han vid University College London, Bristol University och Oxford university.
- Hans samarbete med Skandinaviska institutet för asiatiska studier i Köpenhamn som styrelsemedlem varade från 1974 till 1983.
- Mellan 1987 och 1997 ledde Aijmer Institute of Advanced Studies of Social Anthropology vid Göteborgs universitet.
- Aijmer besökte flera gånger École des hautes études en sciences sociales i Paris, där han tjänstgjorde som gästprofessor och fellow vid olika perioder mellan 1989 och 2001.

### Forskning och bidrag
Aijmers forskningsintressen omfattar framförallt Asien. Han har författat och bidragit till mer än 130 vetenskapliga publikationer. 